# Mokrica Tomaševečka
Mokrica Tomaševečka is een plaats in de gemeente Sveti Ivan Zelina in de Kroatische provincie Zagreb. De plaats telt 37 inwoners (2001).